# يوزنت

رسم توضيحي ليوز نت

يوز نت أو Usenet (اختصار لشبكة المستخدمين User network)، هي عبارة عن نظام مناقشة موزع عمومي وغير مركزي على الإنترنت، وقد تطورت من بنية UUCP ذات هدف عام تحمل نفس الاسم. أنشئت من قبل طالبي جامعة دوك (Duke University) المتخرجَين توم تروسكوت ‏ وجيم إليس عام 1979. يقوم المستخدمون بقراءة الرسائل العامة ونشرها (والمدعوة أيضاً مقالات أو منشورات، أو أخبار عندما تكون بشكل جماعي) في تصنيف واحد أو أكثر، والذي يُدعى بدوره مجموعة أخبار ‏. مجموعات الأخبار هذه تشبه أنظمة لوائح النشرات، والتي تُعد البادرة الأولى لمنتديات الوب المنتشرة في أيامنا هذه. تكون المناقشات في مجموعات الأخبار متشعبة، ويمكن قراءتها بواسطة أحد برامج قراءة الأخبار، كما تكون المقالات مخزنة على خادم الأخبار بشكل تسلسلي.